# عمر هنري
عمر هنري (23 يناير 1952 في جنوب أفريقيا - ) (بالإنجليزية: Omar Henry)‏ هو لاعب كريكت جنوب أفريقي. شارك مع منتخب جنوب أفريقيا الوطني للكريكت ومنتخب اسكتلندا الوطني للكريكت. أما مع النوادي، فقد لعب مع مجلس مراقبة ألعاب القوى في ولاية نيوجيرسي وImpalas (cricket team) ‏ وBoland (cricket team) ‏ وFree State (cricket team) ‏.

## وصلات خارجية
- عمر هنري على موقع إي آس بي آن كريك إنفو (الإنجليزية)